# Lone Pine (Kalifornija)
Lone Pine je naseljeno područje za statističke svrhe u američkoj saveznoj državi Kalifornija. Prema popisu stanovništva iz 2010. u njemu je živjelo 2.035 stanovnika.